# Les Arvernes
Pour les articles homonymes, voir Arvernes (homonymie).
Les Arvernes est un groupe français de hauts fonctionnaires, d'enseignants, d’essayistes et d’entrepreneurs créé en 2012, qui intervient régulièrement dans le débat public à travers des tribunes publiées dans la presse.
Composé de personnalités préférant rester anonymes, ce groupe se veut l'équivalent de droite des Gracques, qui s'étaient lancés lors de la campagne présidentielle de 2007 en signant un appel en faveur d'une alliance PS-UDF.
Les Arvernes « souhaitent agir contre le déni de réalité dans lequel s'enferment trop souvent les élites françaises ». En 2015, ils se disaient « déterminés à refonder les idées de la droite française »[réf. nécessaire].

## Historique
Les Arvernes est un groupe de « hauts fonctionnaires, de professeurs, d’essayistes et d’entrepreneurs » préférant rester anonymes. Il se veut un pendant de droite des Gracques, un groupe de réflexion créé en 2007, composé notamment de hauts fonctionnaires, qui se donne pour objectif de moderniser la gauche française autour de valeurs d'inspiration à la fois sociales et libérales. Le Monde publie en juillet 2012 la première tribune des Arvernes, qui critique la stratégie de François Hollande sur l'Europe. Depuis 2012, il contribue régulièrement au débat public à travers les sites lemonde.fr, lesechos.fr et atlantico.fr. Ils publient également des tribunes dans le quotidien l'Opinion[réf. nécessaire].

## Origine du nom

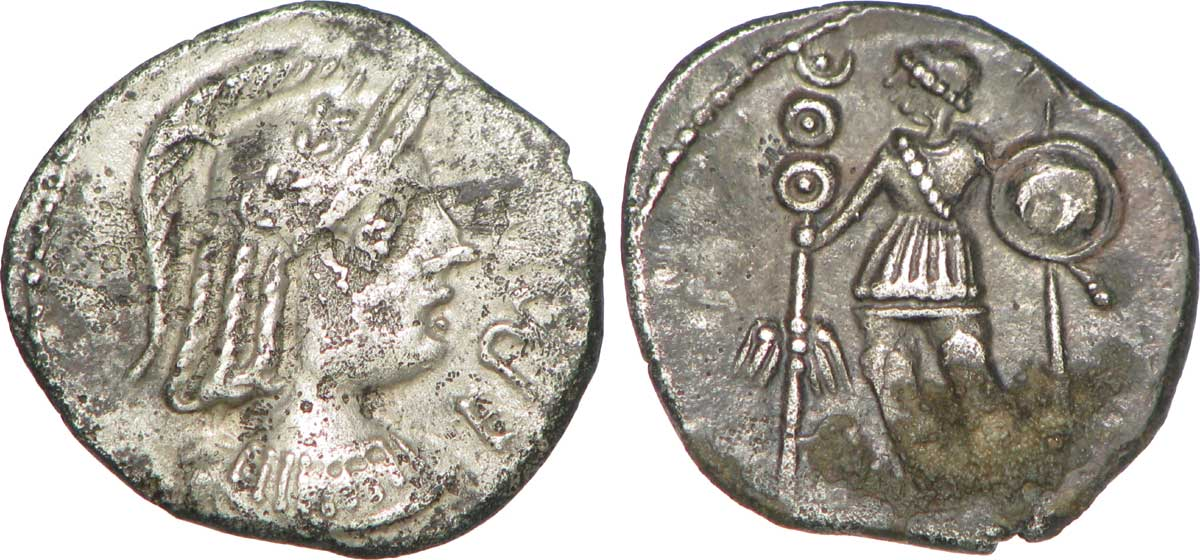
Denier arverne.

Les Arvernes tirent leur nom de la tribu gauloise des Arvernes, connue pour avoir résisté à l'invasion romaine de la Gaule. Le « roman national » français de la IIIe République a conféré aux Arvernes une place particulière, à travers notamment la figure de Vercingétorix, héros de la résistance gauloise aux Romains et symbole de bravoure et de vaillance. La référence aux Arvernes est, pour le collectif d'auteurs, un rappel des valeurs de solidité, d'enracinement et de résistance.
En 2017, Les Arvernes déclarent en réponse à la question « pourquoi Les Arvernes ? » : « Il s’agit d’un clin d’œil aux Gracques. Les Gracques, puissants et institués, sont romains. Les Arvernes, qui ne disposaient pas initialement des relais de personnalités de réseaux telles que Jean-Pierre Jouyet, se sont constitués de manière plus modeste, sans aide, ni moyens. Mais, à l’instar de ceux qui ont combattu à Gergovie, nous sommes déterminés à refonder les idées de la droite française ».
Une confusion fréquente existe avec une organisation opérationnelle gaulliste sociale nommée « Les Arvernes » et médiatisée antérieurement, en 2008,,,,,, un « groupe d'influence » qui intervient comme « défenseur des intérêts stratégiques de la sécurité nationale » et qui regroupe d'anciens haut gradés de l'aéronavale, des hauts fonctionnaires, des magistrats appartenant au courant des « gaullistes sociaux ». Selon la Lettre A, le mode opératoire est directement inspiré de celui des anciens corsaires du Roi . Se présentant comme une organisation privée défendant les intérêts français et opérant en conformité avec les autorités gouvernementales, les Arvernes lancent de violentes opérations d'influence et de déstabilisation sans respecter aucune des règles de bienséance qui ont cours dans l'establishment, prenant entre autres exemple sur les méthodes développées par l'ex-Marine Guy Wyser-Pratte, investisseur franco-américain "activiste" qui a attaqué des groupes tels qu'André, Taittinger, Ingenico, Maurel & Prom, Valeo, TUI.

## Valeurs et prises de position
Les Arvernes est un collectif de contributeurs au débat public clairement positionnés à droite de l'échiquier politique français.
En 2017, ils déclarent dans une interview à L'Opinion : « Nous sommes économiquement modernes (en faveur d’une baisse drastique de la dépense publique) ; sur le plan du vivre ensemble, nous sommes sereinement conservateurs (immigration réduite et contrôlée, sécurité des Français mieux garantie, respect de la loi mieux défendu) ; enfin, nous restons des Européens de raison (la France doit mesurer et assumer son intérêt à la construction communautaire). Nous sommes, en résumé, l’équivalent de la CDU-CSU pour la France, l’une des différences essentielles avec l’Allemagne étant l’importance de la République dans nos valeurs et notre réflexion ».

### 2012
Sa première prise de position a été publiée le 12 juillet 2012 sur le site du monde.fr sous le titre « À la France de donner l'impulsion politique ». Dans ce texte, le collectif dénonce la responsabilité des élites françaises dans le délitement de l'Europe et appelle la France à reprendre le leadership européen. L'article plaide pour une Europe intergouvernementale et resserrée, et pour une France modernisée. En conclusion, les auteurs indiquent « pour nous, patriotes français et européens, la voie est claire : une France forte, capable de relancer la dynamique d'une Europe resserrée ».  
Le même jour, Les Arvernes publient leur « profession de foi » sur le site atlantico.fr dans un article intitulé « Nous accusons ! ». Le texte dénonce une « étrange défaite », une « trahison des clercs » et « la sortie de la France de l'histoire ». Le collectif y affirme son attachement à la République, appelle au redressement de l'économie française et à l'ouverture du pays au monde. L'article se termine par un appel au « réveil d'une droite exsangue » et par l'engagement des Arvernes d'opposer « la réalité des faits et la nécessité de l'action aux dérobades et aux voies sans issues ».
En octobre 2012, Les Arvernes publient sur lemonde.fr un appel aux pigeons à faire de la politique, en soutien à la fronde des entrepreneurs à l'encontre des mesures fiscales du gouvernement de F. Hollande. 
En novembre 2012, ils défendent publiquement l'exploitation des gaz de schiste en France. 
En 2012, Les Arvernes sont intervenus, sur le site atlantico.fr en faveur d'une forte baisse des charges dans l'industrie, sur la politique africaine de F. Hollande, sur les difficultés rencontrées par le Premier ministre Jean-Marc Ayrault, la politique des petits coups du Président Hollande et sur l'insoutenable légèreté de la politique économique du gouvernement socialiste.  
En décembre 2012, ils appellent à un débat ouvert sur la question du mariage pour tous.

### 2013
En avril 2013, dans le contexte de l'affaire Cahuzac, le Collectif publie un code éthique de la vie politique et des responsables publics en France en lien avec la Fondapol. Dans cette prise de position, Les Arvernes soulignent que « l'exigence de publicité peut contredire l'exigence de contrôle »[réf. nécessaire]. Ils appellent notamment à la généralisation de l'accès aux informations publiques (big data) dans la lutte contre le mauvais usage de l'argent public.
En octobre 2013, ils prennent position à la suite de l'affaire Leonarda sur la politique d'asile. Dans le texte, Les Arvernes défendent l'accélération des délais de traitement, et l'obligation, pour les demandeurs d'asile, de séjourner dans une zone d'accueil.
En décembre 2013, Les Arvernes prennent position sur la réforme fiscale proposée par le Premier ministre Jean-Marc Ayrault. 
Sur le site atlantico.fr, Les Arvernes prennent également position sur la politique de la ruralité du gouvernement de F. Hollande, la crise malienne, le régime des intermittents du spectacle, l'extrême gauche.

### 2014
En mars 2014, Les Arvernes publient, avec le soutien de quatre dirigeants de grandes entreprises françaises (Henri de Castries, Pierre-André de Chalendar, Paul Hermelin et Jean-Dominique Senard) un appel à la présence plus massive d'élus issus de l'entreprise.  
En mai 2014, Les Arvernes prennent position sur le dossier de la reprise partielle d'Alstom par General Electric. Ils dénoncent « une incapacité chronique des décideurs – publics et privés – à regarder audacieusement vers l’avenir et à tirer toutes les conséquences de la révolution numérique, tant en termes de sources potentielles de croissance – et donc d’emplois – que de souveraineté numérique »[réf. nécessaire].
En juillet 2014, à la suite de la condamnation de la banque française BNP Paribas à payer une amende record par la justice américaine, le collectif dénonce le « dédain des élites françaises pour les questions juridiques ». 
En septembre 2014, ils prennent position pour préparer la droite aux futures échéances électorales.
En novembre, ils prennent position dans le débat sur la politique énergétique et soulignent le passage de la dette publique à 2 000 milliards d'euros, « échec d'un pays, échec d'une génération ».

### 2015
En janvier 2015, Les Arvernes jugent la loi Macron comme un cache misère et soulignent que « le budget de la défense reste insuffisant face aux nouvelles menaces ».  
En août 2015, à la suite de l'attaque manquée du Thalys, ils publient une tribune Gagner la guerre contre le terrorisme. 
En novembre 2015, Les Arvernes publient une tribune très critique à l'encontre du projet de budget pour 2016, jugé immobiliste par rapport aux enjeux du moment. 
En décembre 2015, ils appellent à « renouveler la droite pour éviter la prochaine catastrophe électorale ». Ils souhaitent également une « contrepartie fiscale aux efforts des Français » et appellent à « s'attaquer enfin au mille-feuille territorial »

### 2016
En février 2016, à la suite d'un conseil national des Républicains, ils dénoncent le manque de débat de fond à droite entre les prétendants à l'élection présidentielle. Ils dénoncent aussi la « surprotection sociale des aînés ».
En juin 2016, dans le contexte des manifestations contre la loi Travail, Les Arvernes critiquent le manque de fermeté de la droite française. 
Les Arvernes appellent en août 2016 à une refondation de la politique migratoire française. 
En octobre, ils dénoncent les « impostures de la politique de défense française ».
En novembre 2016, à la suite de la primaire de la droite et du centre, Les Arvernes tirent les leçons du scrutin et publient un texte très critique à l'encontre du principal perdant du scrutin Alain Juppé. 
En décembre 2016, ils font écho aux mises en garde des militaires sur l'état de l'outil de défense en France.

### 2017
Les Arvernes publient plusieurs tribunes durant la campagne présidentielle favorables à François Fillon et hostiles à son principal concurrent Emmanuel Macron,,,,. Ils défendent notamment fortement les orientations économiques du candidat de la droite. 
Lors du second tour de l'élection présidentielle, ils ne soutiennent aucun des deux candidats. 
En avril 2017, le collectif publie une tribune sur les DOM à l'occasion de la crise en Guyane. 
En juillet 2017, Les Arvernes publient dans le magazine Causeur une tribune intitulée Pourquoi nous ne sommes pas macroniens.

## Membres
Les membres des Arvernes sont anonymes. Le maintien des contributeurs sous le couvert de l'anonymat suscite des critiques récurrentes de la part des internautes qui réagissent à leurs tribunes.
En mai 2017, ils déclaraient pour se justifier dans une interview à atlantico.fr : « Nous sommes quelques dizaines de hauts fonctionnaires, chefs d’entreprises, universitaires. Nous nous étendons. En ce qui concerne l’anonymat, nous comprenons la critique. C’est cependant une nécessité. Contrairement aux Gracques que vous mentionnez, dont Emmanuel Macron est un des représentants, nous ne sommes pas le cartel qui tient la France depuis 30 ans. Nous sommes leur exact opposé. Nous ne bénéficions pas de la puissance de l’État et des grands corps (Jean Pierre Jouyet est l’un des chefs des Gracques). Du soutien des grands intérêts financiers (dont la banque Rothschild, puisqu’au moins un de ses associés gérants est l’un aussi à la tête des Gracques). »